# Compasión

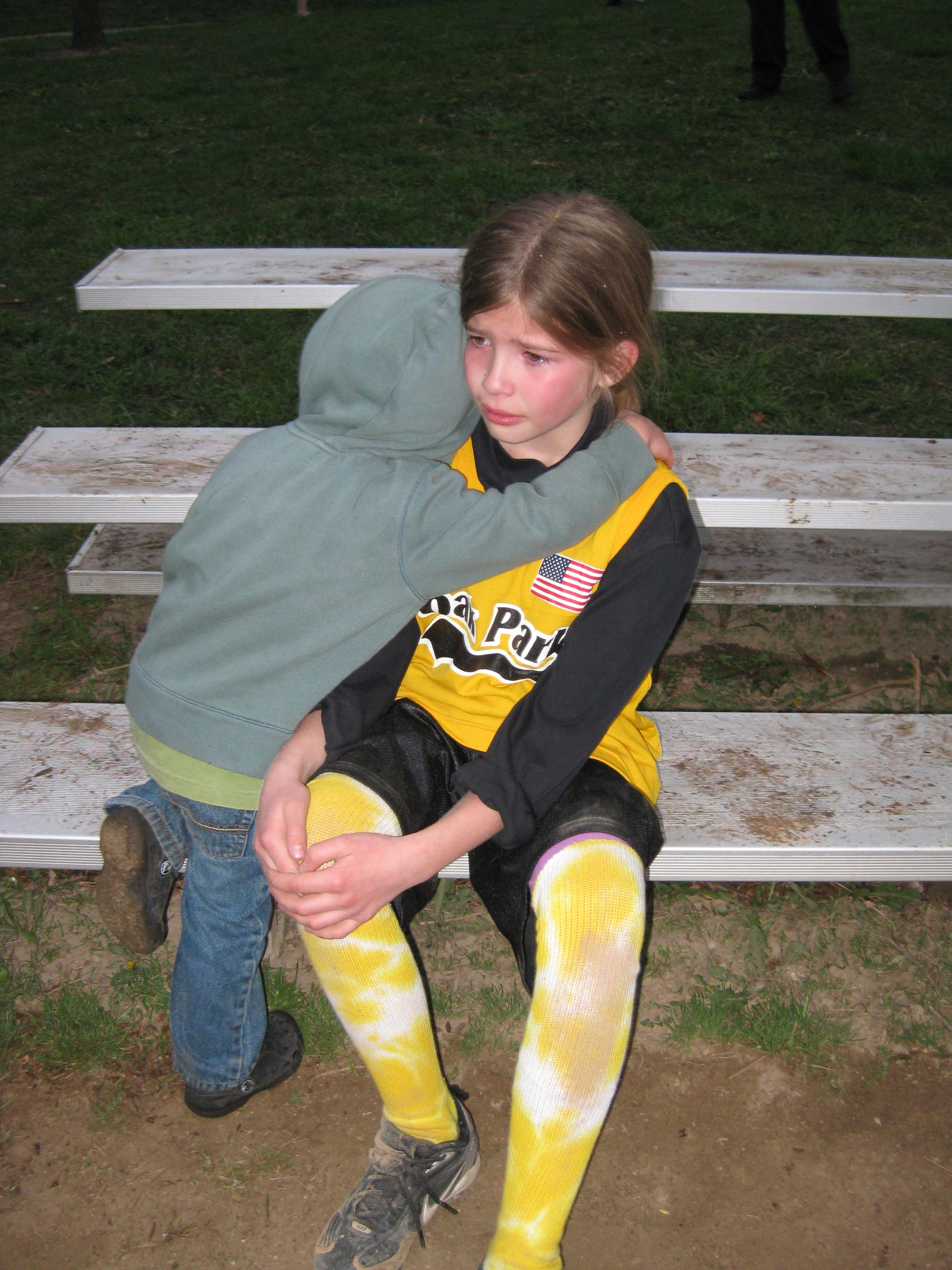
Niño mostrando compasión ante el obvio dolor ajeno

La compasión (del latín cumpassio, calco semántico o traducción del vocablo griego συμπάθεια (sympátheia), palabra compuesta de συν + πάσχω = συμπάσχω, literalmente «sufrir juntos», «tratar con emociones ...», simpatía) es un sentimiento que se manifiesta desde el contacto y la comprensión del sufrimiento de otro ser. Más intensa que la empatía, la compasión es la percepción y la compenetración en el sufrimiento del otro, y el deseo y la acción de aliviar, reducir o eliminar por completo tal situación dolorosa.
Se trata de un sentimiento que se produce al ver padecer a alguien y que impulsa a aliviar su dolor o sufrimiento, a remediarlo o a evitarlo: "ten compasión por los menos afortunados; era una mujer tenida entre sus vecinos por persona un tanto extravagante, de carácter huraño y reservado, pero inofensiva en el fondo y, sobre todo, digna de compasión por su extremada pobreza".

## Contexto Religioso

### Budismo
El budismo ha hecho de este sentimiento su actitud espiritual propia. Todo ser vivo merece esta piedad cuidadosa, esta solidaridad en la finitud o por la menesterosidad.

### Monoteísmo
Los monoteísmos de origen semita (judaísmo, islam y cristianismo) han dado mucho valor a la compasión divina o misericordia. Para el sufí murciano Ibn 'Arabî (m. 1240 d. C), el nombre real de Dios es ra.hmân, el Misericordioso. 

#### Cristianismo

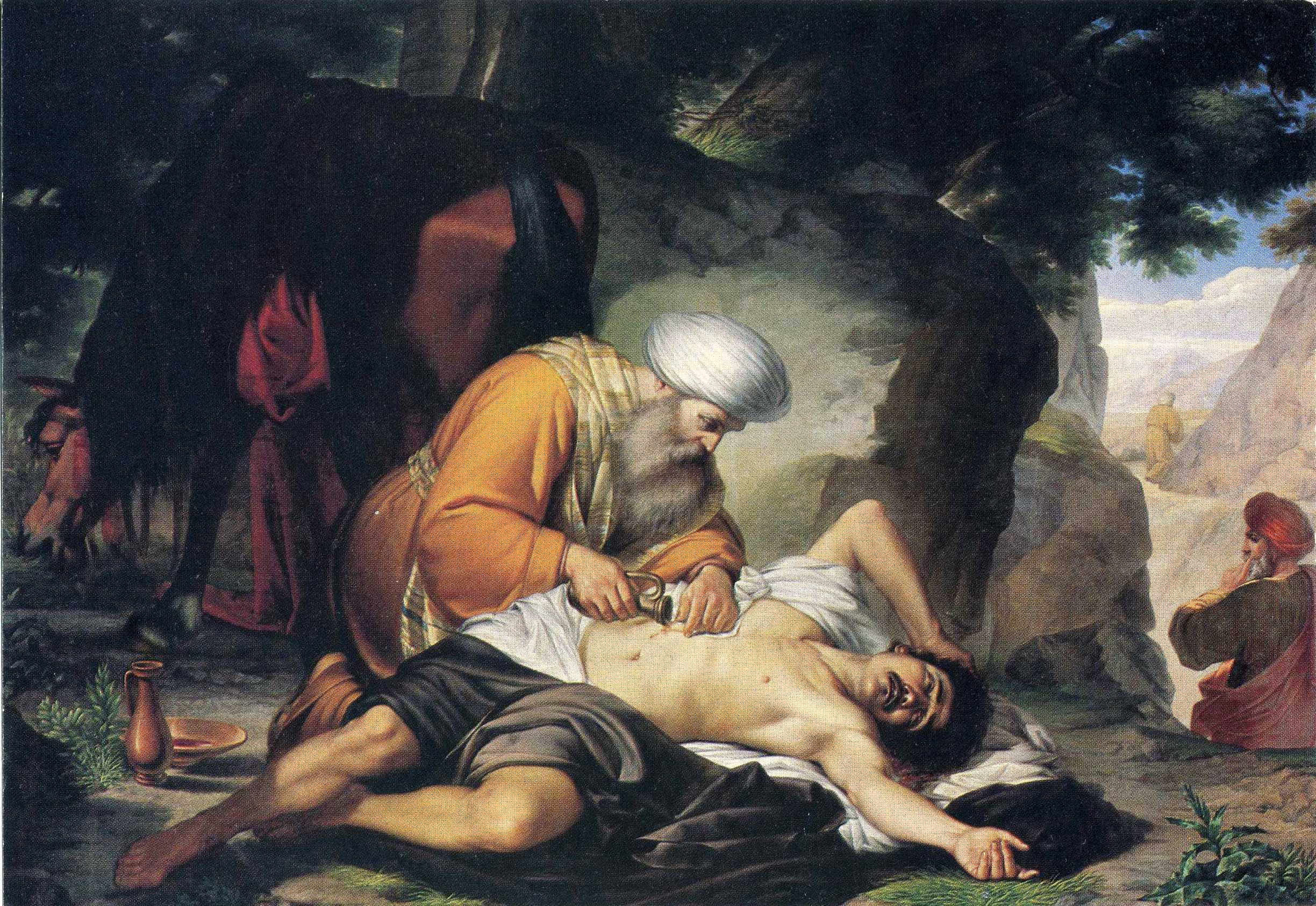
Parábola del Buen Samaritano

Aunque se dice que Pablo de Tarso (el apóstol Pablo, en el cristianismo) afirmaba que la compasión es «reír con los que ríen y llorar con los que lloran», enlazando el valor de la compasión con la idea de compartir, este versículo enfatiza más bien la virtud de la empatía. El sentimiento de compasión se ha asociado a un sentimiento pasivo de lástima o pena ante la desgracia que nos produce el dolor de otro. Sin embargo, la solidaridad, como positiva actitud de generosidad y cuidado de los demás resulta psicológicamente incomprensible sin el motivo de la compasión.

## La "vergüenza ajena" coloquialmente hablando
El idioma español ha acuñado una expresión especial algo caballeresca o quijotesca (relacionada con la honra, u honor social) para designar un tipo de compasión indignada por la falta de dignidad (u honor individual) de quien sufre (o más bien, permite) sobre sí mismo el ridículo, la miseria, la injusticia o la vileza sin que nadie lo solucione, pues la honra exige que nadie sea deshonrado por honor corporativo o esprit de corps. Los ingleses ya observaron esta particularidad cultural al acuñar la fórmula que lo describía en su idioma como spanish shame. Es el sentimiento opuesto a la schadenfreude. El término existe también en alemán (Fremdscham), en finés (myötähäpeä, "vergüenza compartida") y en holandés (plaatsvervangende schaamte, "vergüenza que intercambia su lugar"). Fremdschämen, por cierto, se incluyó en el diccionario alemán Duden solamente en el año 2009. Tiffany Watt Smith, en The Book of Human Emotions, añade que en España, “el miedo a perder la dignidad o el orgullo -ambos términos en español en el original- se consideran muy pronunciados”; e incluso recuerda que la última pieza de comida en una ración compartida es “la de la vergüenza”. Al mismo tiempo, “también es una cultura en la que los lazos de simpatía son muy intensos”.Coloquialmente también se suele emplear el substantivo alipori.

## Compasión y poder
La compasión puede asociarse a sentimientos de poder. Esto nos permite comprender que en el Occidente actual este tipo de piedad se ha visto como ofensiva. «No quiero que me compadezcas» —se responde a menudo—. En este sentido ya Aristóteles anotó que los humanos sienten compasión por «los que sufren sin merecerlo".

## Teorías sobre la conceptualización de la compasión
A lo largo de los años se han desarrollado perspectivas teóricas sobre la compasión, las siguientes perspectivas propuestas muestran contrastes en su evolución y enfoques de la compasión.
- La compasión es simplemente una variación del amor o la tristeza, no una emoción distinta.[6]
- Desde la perspectiva de la psicología evolutiva, la compasión puede considerarse un estado emocional distinto, que puede diferenciarse de la angustia, la tristeza y el amor.[7][8][9]
- La compasión es un sinónimo de la angustia empática, que se caracteriza por el sentimiento de angustia en relación con el sufrimiento de otra persona.[10][11][12] Esta perspectiva de la compasión se basa en la constatación de que las personas a veces emulan y sienten las emociones de las personas que les rodean.[13]
- Según Thump ten Jinpa, la compasión es un sentimiento de preocupación que surge en nosotros ante alguien que está necesitado o alguien que sufre. Y va acompañada de una especie de deseo (es decir, anhelo) de ver el alivio o el fin de esa situación y de querer (es decir, motivación) hacer algo al respecto.[14]

Emma Seppala distingue la compasión de la empatía y el altruismo de la siguiente manera: "... La definición de compasión se confunde a menudo con la de empatía. La empatía, tal y como la definen los investigadores, es la experiencia visceral o emocional de los sentimientos de otra persona. Es, en cierto sentido, un reflejo automático de la emoción de otro, como llorar ante la tristeza de un amigo. El altruismo es una acción que beneficia a otra persona. Puede ir acompañado o no de empatía o compasión, por ejemplo en el caso de hacer una donación con fines fiscales. Aunque estos términos están relacionados con la compasión, no son idénticos. La compasión suele implicar, por supuesto, una respuesta empática y un comportamiento altruista. Sin embargo, la compasión se define como la respuesta emocional al percibir el sufrimiento e implica un auténtico deseo de ayudar".  Según Thupten Jinpa, la compasión no es lo siguiente: La compasión no es compasión, La compasión no es apego, La compasión no es lo mismo que el sentimiento empático, La compasión no es simplemente un deseo, La compasión no es autoestima
Cuanto más conozca una persona la condición humana y las experiencias asociadas a ella, más vívida será la vía para identificarse con el sufrimiento. La identificación con otra persona es un proceso esencial para los seres humanos, que queda ilustrado incluso por los bebés, que empiezan a reflejar las expresiones faciales y los movimientos corporales de su madre ya en sus primeros días de vida. La compasión se reconoce mediante la identificación con otras personas (es decir, la toma de perspectiva), el conocimiento del comportamiento humano, la percepción del sufrimiento, la transferencia de sentimientos, el conocimiento de los cambios de objetivo y propósito en los sufrientes, y conduce a la ausencia del sufrimiento del grupo. La psicología de la personalidad coincide en que las personas son inherentemente diferentes y distintas entre sí, lo que lleva a la conclusión de que el sufrimiento humano es siempre individual y único. El sufrimiento puede ser el resultado de un trauma psicológico, social y físico y se produce tanto de forma aguda como de forma crónica. Debido a las diferencias inherentes a la personalidad de las personas, algunas pueden definir sus primeras etapas de sufrimiento a sus circunstancias externas y a que esos acontecimientos vitales sean silenciosos o no se discutan. Las etapas posteriores pueden implicar que la persona exprese su victimización y busque ayuda. El sufrimiento se ha definido como la percepción de la destrucción inminente o la pérdida de la integridad de una persona, que continúa hasta que la amenaza desaparece o la integridad de la persona puede restablecerse. La compasión consta de tres requisitos principales: Las personas deben sentir que los problemas que evocan sus sentimientos son graves, la comprensión de que los problemas de los que sufren no son autoinfligidos, y la capacidad de imaginarse a uno mismo con los mismos problemas de una manera no culpabilizadora ni vergonzosa[18] La importancia de identificarse con los demás para la compasión se contrasta con los efectos físicos y psicológicos negativos del abandono.
La compasión suele ser un elemento característico de las sociedades democráticas. El proceso de compasión está muy relacionado con la identificación con el otro, ya que simpatizar con los demás es posible entre personas de otros países, culturas, lugares, etc. Una posible fuente de este proceso de identificación con los demás proviene de una categoría universal llamada "Espíritu". Hacia finales de la década de 1970, culturas y naciones muy diferentes de todo el mundo dieron un giro hacia el fundamentalismo religioso, que en ocasiones se ha atribuido al "Espíritu". El papel de la compasión como factor que contribuye al comportamiento individual o social ha sido objeto de continuo debate. En contraste con el proceso de identificación con otras personas, la ausencia total de compasión puede requerir ignorar o desaprobar la identificación con otras personas o grupos. Estudios anteriores establecieron los vínculos entre la violencia interpersonal y la crueldad que conduce a la indiferencia. La compasión puede tener la capacidad de inducir sentimientos de bondad y perdón, lo que podría dar a las personas la capacidad de detener situaciones que tienen el potencial de ser angustiosas y ocasionalmente conducir a la violencia. Este concepto se ha ilustrado a lo largo de la historia: El Holocausto, el Genocidio, la colonización europea de las Américas, etc. El paso aparentemente esencial en estas atrocidades podría ser la definición de las víctimas como "no humanas" o "no nosotros". Así, se afirma que las atrocidades cometidas a lo largo de la historia de la humanidad sólo se han aliviado, minimizado o superado sus efectos perjudiciales mediante la presencia de la compasión, aunque recientemente, basándose en la investigación empírica de la teoría evolutiva, la psicología del desarrollo, la neurociencia social y la psicopatía, también se ha contraargumentado que la compasión o la empatía y la moralidad no son sistemáticamente opuestas, ni inevitablemente complementarias, ya que a lo largo de la Historia, la humanidad ha creado estructuras sociales para hacer valer principios morales verdaderamente universales para toda la humanidad, como los Derechos Humanos y el Tribunal Penal Internacional. Por un lado, Thomas Nagel, por ejemplo, critica a Joshua Greene sugiriendo que se apresura demasiado a concluir el utilitarismo específicamente desde el objetivo general de construir una moral imparcial; por ejemplo, dice, Immanuel Kant y John Rawls ofrecen otros enfoques imparciales a las cuestiones éticas. En su defensa contra la posible naturaleza destructiva de las pasiones, Platón comparó el alma humana con un carro: el intelecto es el conductor y las emociones son los caballos, y la vida es una lucha continua por mantener las emociones bajo control. En su apología de una sólida moral universal, Immanuel Kant veía la compasión como un sentimiento débil y equivocado: "Tal benevolencia se llama blandura de corazón y no debería darse en absoluto entre los seres humanos", dijo de ella.